# Grande É o Senhor
Grande É O Senhor é o álbum de estreia e o único trabalho da banda brasileira Sing Out, lançado de forma independente em agosto de 2017.
Com produção do tecladista Ronald Fonseca, principal compositor das faixas, o projeto teve repertório intercalado pelos vocais de Pedro Henrique e Maressa Cruz. O álbum teve dois singles - "Grande É O Senhor" e "Não É o Fim".

## Lançamento e recepção
| Críticas profissionais | Críticas profissionais |
| Avaliações da crítica  | Avaliações da crítica  |
| Fonte                  | Avaliação              |
| ---------------------- | ---------------------- |
| Super Gospel           | [ 5 ]                  |

Grande É o Senhor foi lançado em agosto de 2017 pelo selo independente RIV Produções. O projeto recebeu uma avaliação do portal Super Gospel. Com cotação de 3 estrelas de 5, o projeto foi comparado a outros trabalhos de Ronald Fonseca, especialmente o álbum Entre a Fé e a Razão (2010), última gravação do tecladista com a banda Trazendo a Arca e a bandas religiosas estrangeiras, como a Bethel Music.

## Faixas
1. "Grande É O Senhor"
2. "Poderoso"
3. "Mora em Mim"
4. "Fica Comigo"
5. "Kadosh"
6. "Não É o Fim"
7. "Perdoa-me"
8. "Te Desejo"
9. "Sabaot"
10. "Pra Sempre"